# Rùa Galápagos
Rùa Galápagos hoặc Rùa khổng lồ Galápagos (danh pháp hai phần: Chelonoidis nigra) là một loài rùa thuộc Họ Rùa cạn, là loài rùa cạn còn sống lớn nhất và là một trong 10 loài bò sát còn sống nặng nhất, đạt trọng lượng khoảng 400 kg (880 lb) và chiều dài mai khoảng 1,8 m (5,9 ft). Với tuổi thọ trong tự nhiên là hơn 100 năm, nó là một trong các loài động vật có xương sống sống lâu nhất. Một cá thể được nuôi nhốt sống ít nhất 170 năm.
Rùa có nguồn gốc bảy đảo của quần đảo Galápagos, một quần đảo núi lửa khoảng 1.000 km (620 dặm) về phía tây của đại lục Ecuador. Nhà thám hiểm Tây Ban Nha đã phát hiện ra hòn đảo vào thế kỷ 16 đặt tên cho họ sau khi galápago Tây Ban Nha, có nghĩa là con rùa.
Kích thước và hình dạng vỏ khác nhau giữa các quần thể. Trên hòn đảo với vùng cao nguyên ẩm ướt, con rùa lớn hơn, vỏ mái vòm và các cổ ngắn. Trên hòn đảo với vùng đất thấp khô, con rùa nhỏ hơn, với "Saddleback" vỏ và cổ dài. Những khác biệt hòn đảo đảo này đóng một vai trò quan trọng trong sự khởi đầu của thuyết tiến hóa của Charles Darwin. Ngày 9 tháng 1 năm 2012, người ta đã công bố phát hiện lại loài rùa sau 150 năm được cho là đã tuyệt chủng.
Loài rùa này có quan hệ họ hàng gần gũi với rùa Chelonoidis becki cùng sống ở quần đảo trên, cách đảo Floreana khoảng 200 dặm (322 km). Rùa Chelonoidis elephantopus lần cuối được nhìn thấy ở đảo Floreana vào khoảng 150 năm trước đây.
Qua phân tích gene, các nhà nghiên cứu ước tính, có ít nhất 38 con C. Elephantopus vẫn còn sống ở quần đảo Galápagos. Và cũng có thể còn nhiều hơn nữa. Hiện các nhà khoa học vẫn chưa biết chắc chắn loài rùa này đến quần đảo Galápagos bằng cách nào. Cũng có thể nó đã được đưa từ đảo Floreana tới đây làm thực phẩm.

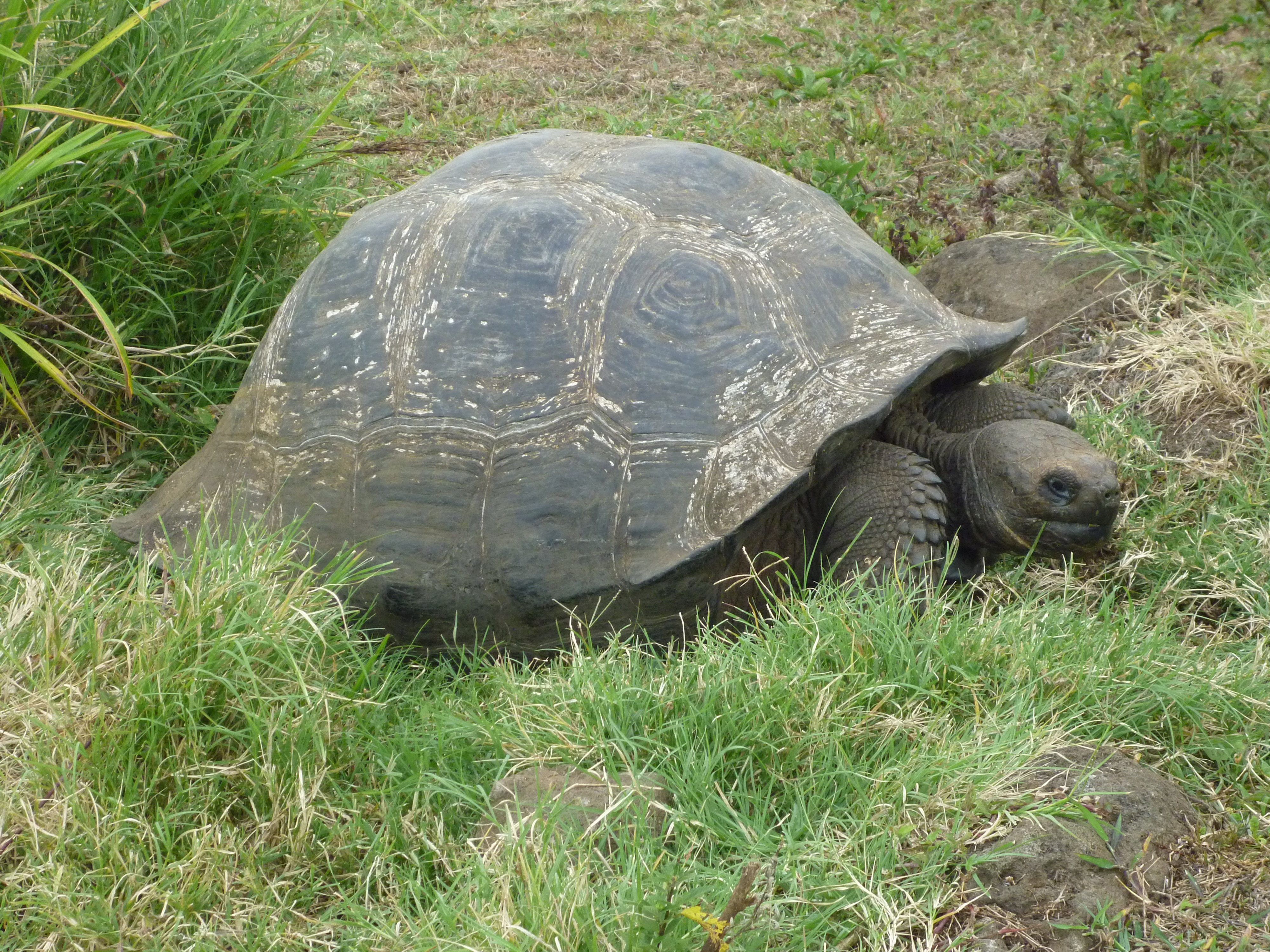
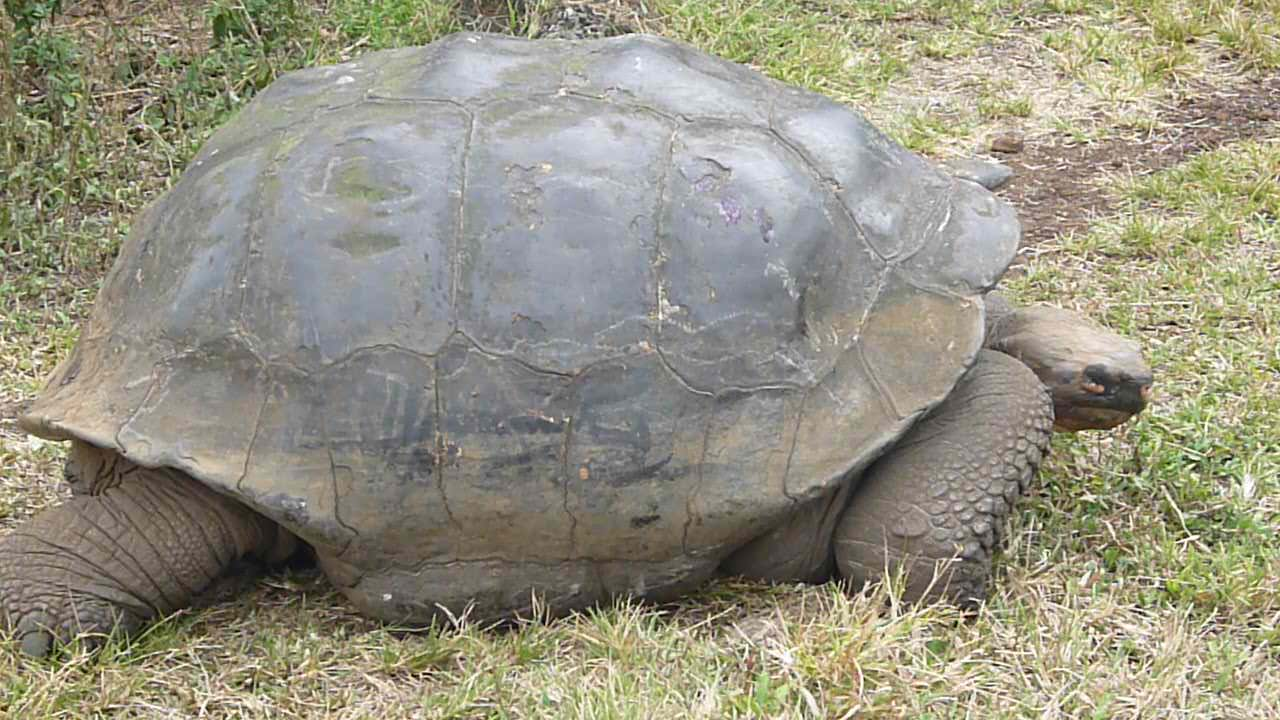
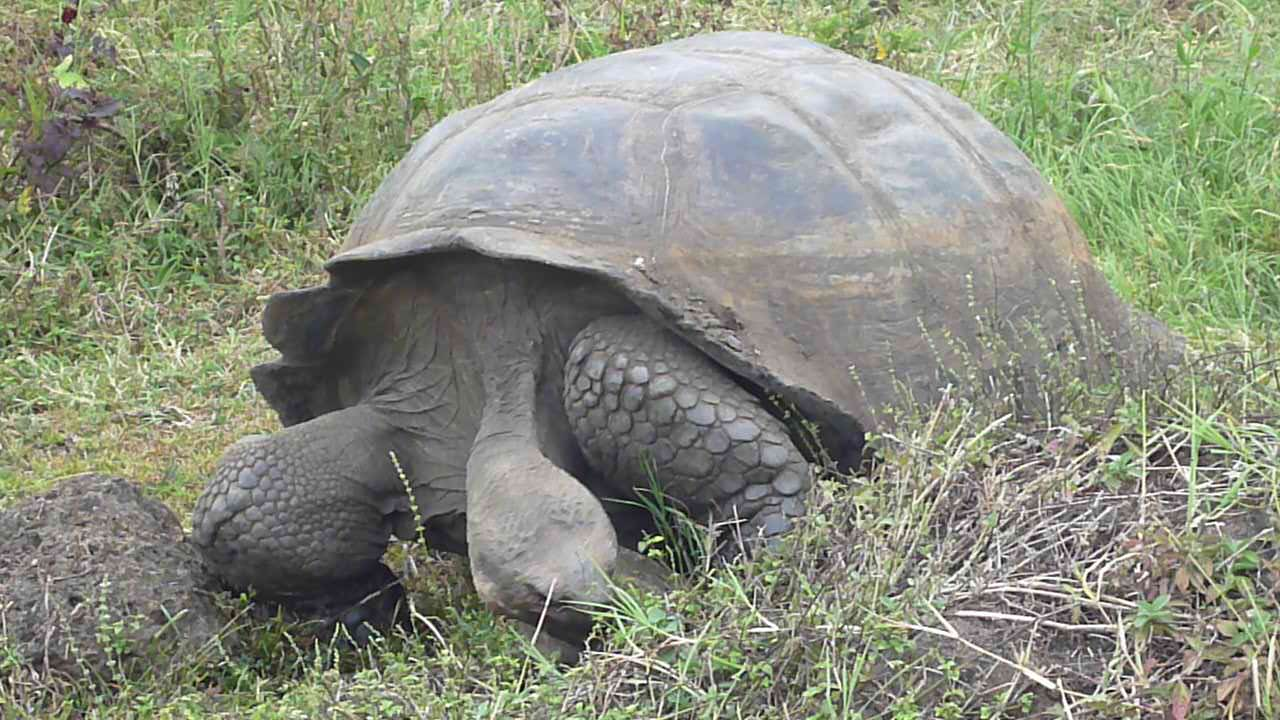
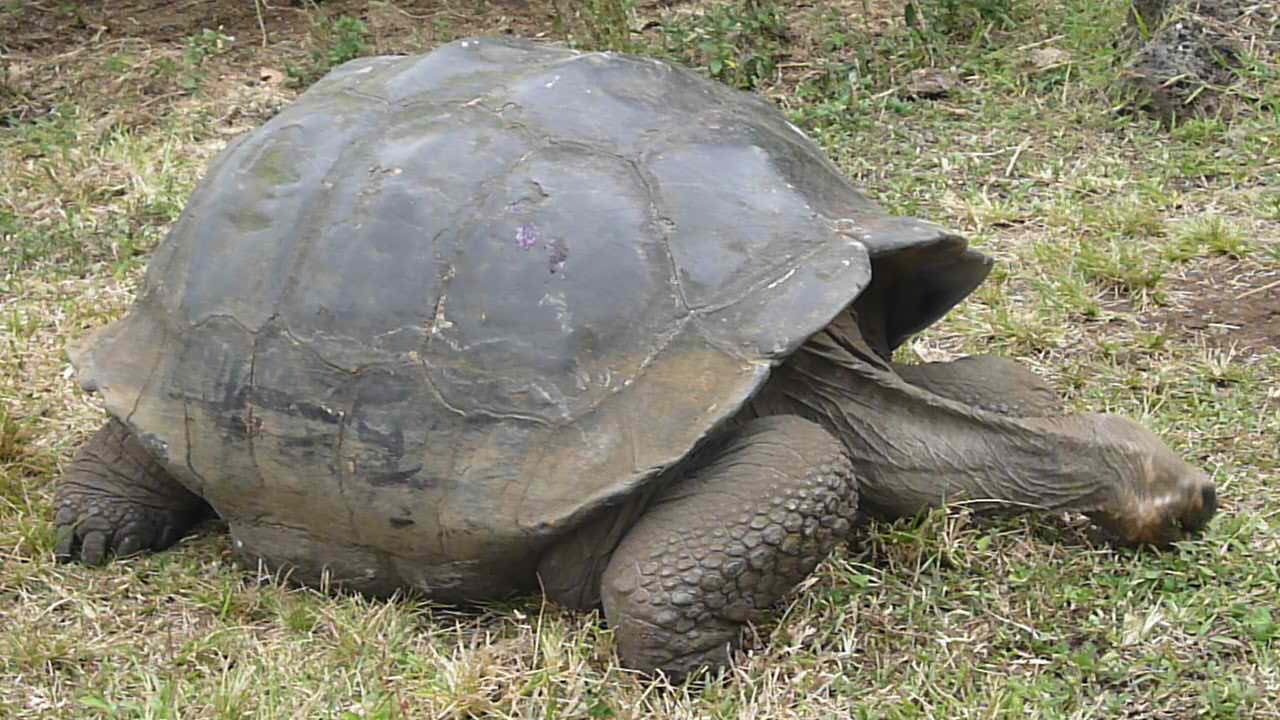
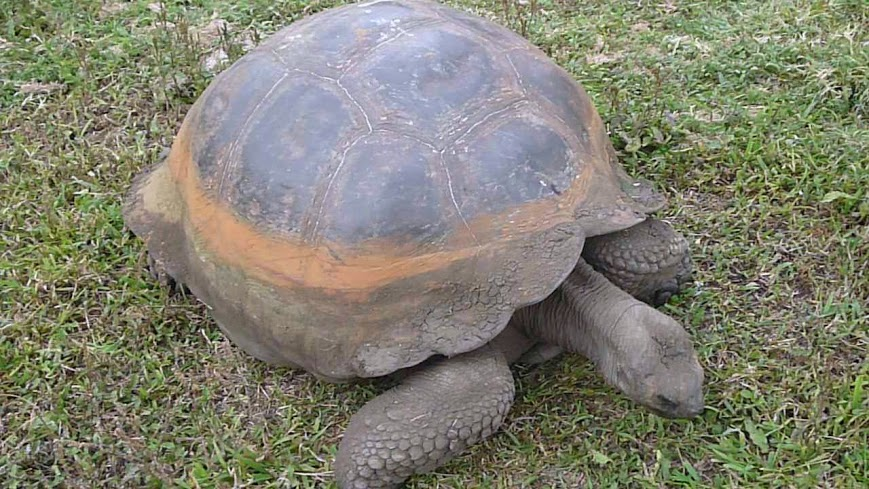
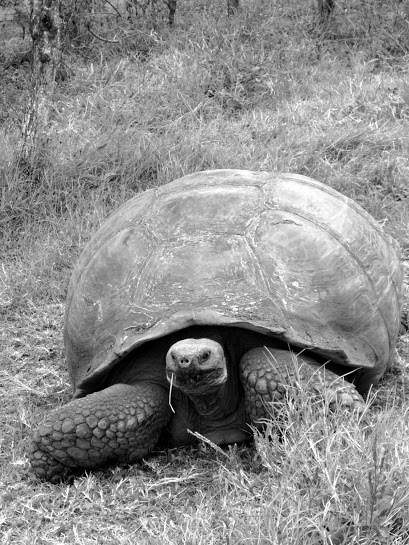